# Iván Thays Vélez
Iván Thays Vélez, né le 21 octobre 1968 à Lima, est un écrivain péruvien.

## Œuvres
- Los fotografias de Frances Farmer (1992)
- Escena de casa (1995)
- El viaje interior (1999)
- La disciplina de la vanidad (2000)
- Un lugar llamado Oreja de Perro (2009)

### Traductions françaises
- « Linbergh », traduction de Laura Alcoba, in Les Bonnes Nouvelles de l'Amérique latine, Gallimard, coll. « Du monde entier », 2010  (ISBN 978-2-07-012942-3).
- Un lieu nommé Oreille-de-Chien, traduction Laura Alcoba, Paris, Gallimard, Coll. "Du monde entier", 2011  (ISBN 9782070126606)